# Edward Gibbon
Edward Gibbon (Putney, 8 maggio 1737 – Londra, 16 gennaio 1794) è stato uno storico, scrittore e politico inglese.
Membro del Parlamento della Gran Bretagna per i Whig, la sua opera più importante e famosa, Storia della decadenza e caduta dell'Impero romano (The History of the Decline and Fall of the Roman Empire), pubblicata in sei volumi dal 1776 al 1788, si distingue per la qualità e l'ironia della prosa, e per le critiche indirizzate alle confessioni religiose.

## Biografia

### L'infanzia
Suo nonno Edward (1666-1736) era un proprietario terriero dedito a imprese commerciali e a speculazioni finanziarie. Coinvolto nel 1720 nel fallimento della Compagnia dei mari del Sud, fu condannato a un alto risarcimento che tuttavia non compromise del tutto la sua fortuna. Ebbe tre figli e l'unico maschio, anch'egli un Edward (1707-) – i Gibbon tenevano a trasmettere codesto nome a tutti i primogeniti – studiò a Westminster e a Cambridge, amò viaggiare e, «di temperamento ardente e socievole, si abbandonò ai piaceri della vita». Fu anche parlamentare tory dal 1734 al 1747.
Il suo primogenito, il futuro storico Edward Gibbon, nacque dal matrimonio con Judith Porten a Putney, nella contea di Surrey, il 27 aprile 1737: i successivi sei figli morirono tutti prematuramente, compresa l'unica sorella, la cui perdita il giovane Gibbon pianse «con dolore profondo e sincero». Di salute delicata, spesso assistito dalla zia nubile Catherine Porten, la sua istruzione fu più volte interrotta da lunghi periodi di malattia. Non appena ebbe imparato a leggere e a scrivere, fu affidato per diciotto mesi a un precettore, il pastore John Kiksby poi, a nove anni, fu mandato a Kingston-on-Thames in una scuola di settanta alunni tenuta dal dottor Woddeson: egli passò così «alla grossolana famigliarità dei suoi compagni, alla tirannia insolente dei più adulti e alla verga d'un pedagogo forse crudele e capriccioso. Tali cimenti possono rafforzare lo spirito e il corpo contro i colpi della sorte, ma la mia timida riservatezza fu sbalordita dall'affollamento e dalla confusione della scuola. La mancanza di forza e di attività non mi rendeva atto agli esercizi del corpo ai quali i fanciulli si abbandonano nei loro giuochi, e io non ho dimenticato quante volte, nell'anno 1746, fui canzonato e tormentato».
Qui cominciò ad apprendere il latino traducendo Fedro e Cornelio Nepote, insieme con «le verità della morale e gli esempi di prudenza» dell'uno e «lo stile puro e l'elegante semplicità» dell'altro, finché nel 1748 soffrì la perdita della madre e fu ritirato dalla scuola. Il vedovo si ritirò nella sua casa di campagna di Buriton, nello Hampshire, e il figlio rimase affidato al nonno materno e alla zia Catherine. Il fallimento dell'attività commerciale costrinse suo nonno a lasciare la casa per nascondersi altrove ed Edward rimase solo con la zia, «la vera madre del mio spirito, così come la madre della mia salute», dalla quale apprese l'amore per la lettura. L'Omero nella traduzione del Pope, Le mille e una notte, l'Eneide tradotta da Dryden e le Metamorfosi di Ovidio, oltre ai numerosi autori inglesi che arricchivano la biblioteca di casa Porten, contribuirono fortemente ad accrescere la forza intellettuale del giovane Gibbon.

### L'adolescenza

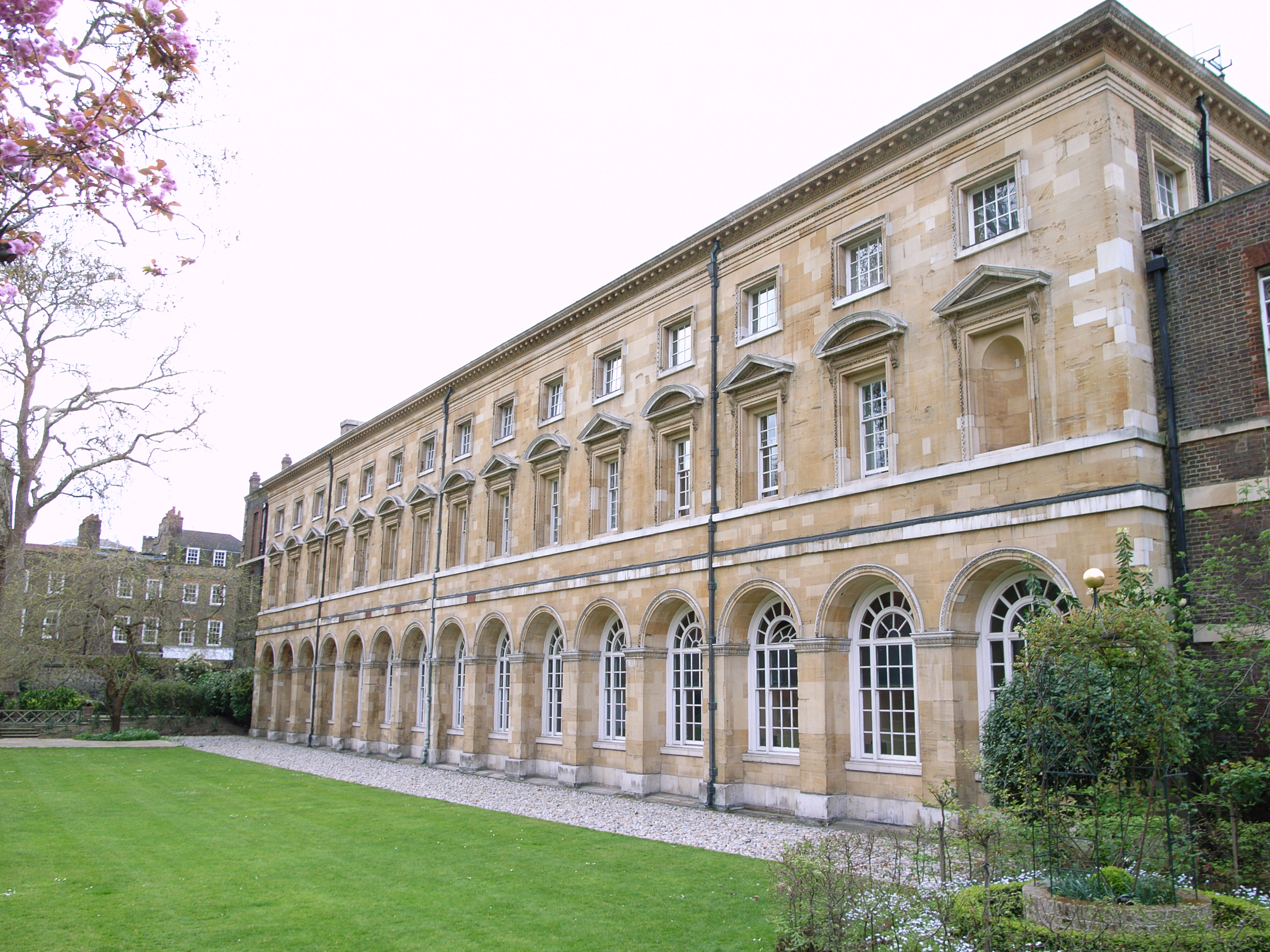
Edificio della Westminster School

La zia, messa nella necessità di guadagnare, nel gennaio del 1749 trasformò la sua nuova casa di Londra in un alloggio per studenti ed Edward entrò nella scuola pubblica di Westminster, retta dal dottor John Nicoll. La frequentò per due anni, poi gli accessi delle sue malattie, «curate» con le acque termali di Bath, lo costrinsero nuovamente a interrompere la frequenza scolastica, sostituita ogni tanto da qualche precettore privato che lo introdusse «imperfettamente e di passaggio alle bellezze dei poeti latini».
Durante i mesi di malattia, il giovane Gibbon poteva scegliere liberamente i suoi interessi: i numerosi volumi della Universal Histoy e il Ductor historìcus dell'erudito Thomas Hearne attrassero la sua attenzione, rivolgendola agli storici greci e latini: lesse così, anzi «divorò», le traduzioni di Erodoto, Senofonte, Tacito e Procopio e i moderni storici Speed, Rapin, Mézeray, Davila, Machiavelli, Sarpi, Bower, e le descrizioni di esotici paesi, India, Cina, Messico, Perù.
Nell'estate del 1751 scoprì per caso la Storia romana di Laurence Echard e i bizantini della Storia del mondo di William Howell, e poi Simon Ockley, «il primo che m'aprì gli occhi», finché Gibbon esaurì «tutto ciò che nella lingua inglese si può imparare sugli Arabi, i Persiani, i Tartari e i Turchi», e cercò di decifrare il francese di d'Herbelot e «il barbaro latino» dell'Abulpharagius del Pococke. Per mettere ordine a quell'ammasso di nozioni, studiò poi le cronologie e la geografia del mondo, scolpendo «nomi e date in serie chiare ed indelebili».
Fortunatamente, a quattordici anni, le consuete afflizioni smisero di tormentarlo e da allora, a parte la podagra di cui cominciò a soffrire sul declinare della vita, Gibbon fu esente «da mali reali o immaginari»; dopo un breve e infelice esperimento nella scuola privata del reverendo Philip Francis a Esher nel Surrey, il padre lo iscrisse, a quindici anni, al Magdalen College dell'Università di Oxford. Vi entrava «con un fondo di erudizione sufficiente a mettere nell'imbarazzo un dottore, e con un grado d'ignoranza, della quale uno scolaretto avrebbe provato vergogna».

### A Oxford

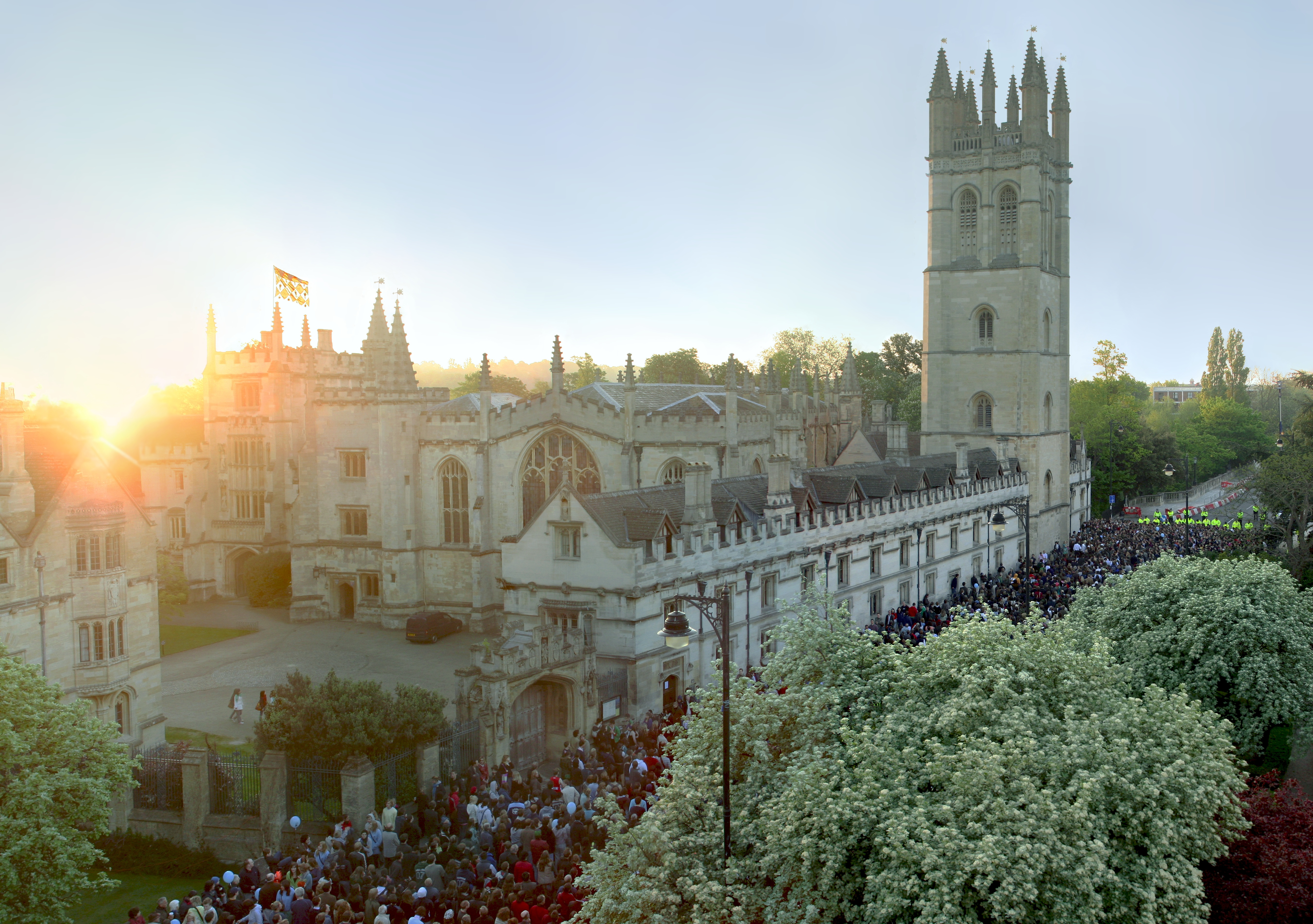
Il Magdalen College di Oxford

A differenza delle altre università europee, quelle inglesi ospitano in college gli studenti, mettendo a loro disposizione stanze private, l'uso di una ben fornita biblioteca, una somma di denaro e una regolamentare divisa che uniformava i giovani studiosi, pur se un berretto di velluto e una toga di seta distingueva lo studente nobile dal borghese. I rapporti degli allievi fra di loro e con i docenti erano improntati al reciproco rispetto, e la gradevole urbanità dei modi regolava le dispute delle differenti opinioni: in un tale ambiente, Gibbon si sentì «innalzato subitamente dallo stato di fanciullo a quello d'uomo».
Ma se questa era la forma con la quale quella Università si presentava, nella sostanza Gibbon sostenne di aver passato nel Magdalen College «quattordici mesi che furono veramente i quattordici mesi più vuoti e più inutili della mia vita». Oxford, come Cambridge, era vecchia al punto di essere decrepita: «fondate nella tenebrosa età della falsa e barbara scienza, portano ancora l'impronta dei vizi d'origine. La loro disciplina primitiva fu adattata all'educazione dei preti e dei monaci; l'amministrazione sta ancora nelle mani del clero, classe d'uomini le cui maniere non si avvicinano affatto a quelle del mondo attuale, e i loro occhi non rimasero che abbagliati dalla luce della filosofia». Interessati unicamente a mantenere il privilegio del monopolio della pubblica istruzione, quegli istituti erano sordi alle nuove idee, i loro professori interessati alla loro carriera e paghi di uno stipendio garantito, noncuranti del profitto dei loro allievi: «l'impegno di leggere, di pensare o di scrivere non pesava sulla loro coscienza e i fiori della scienza e dello spirito cadevano a terra appassiti, senza che né essi né il pubblico ne ricavassero alcun frutto».

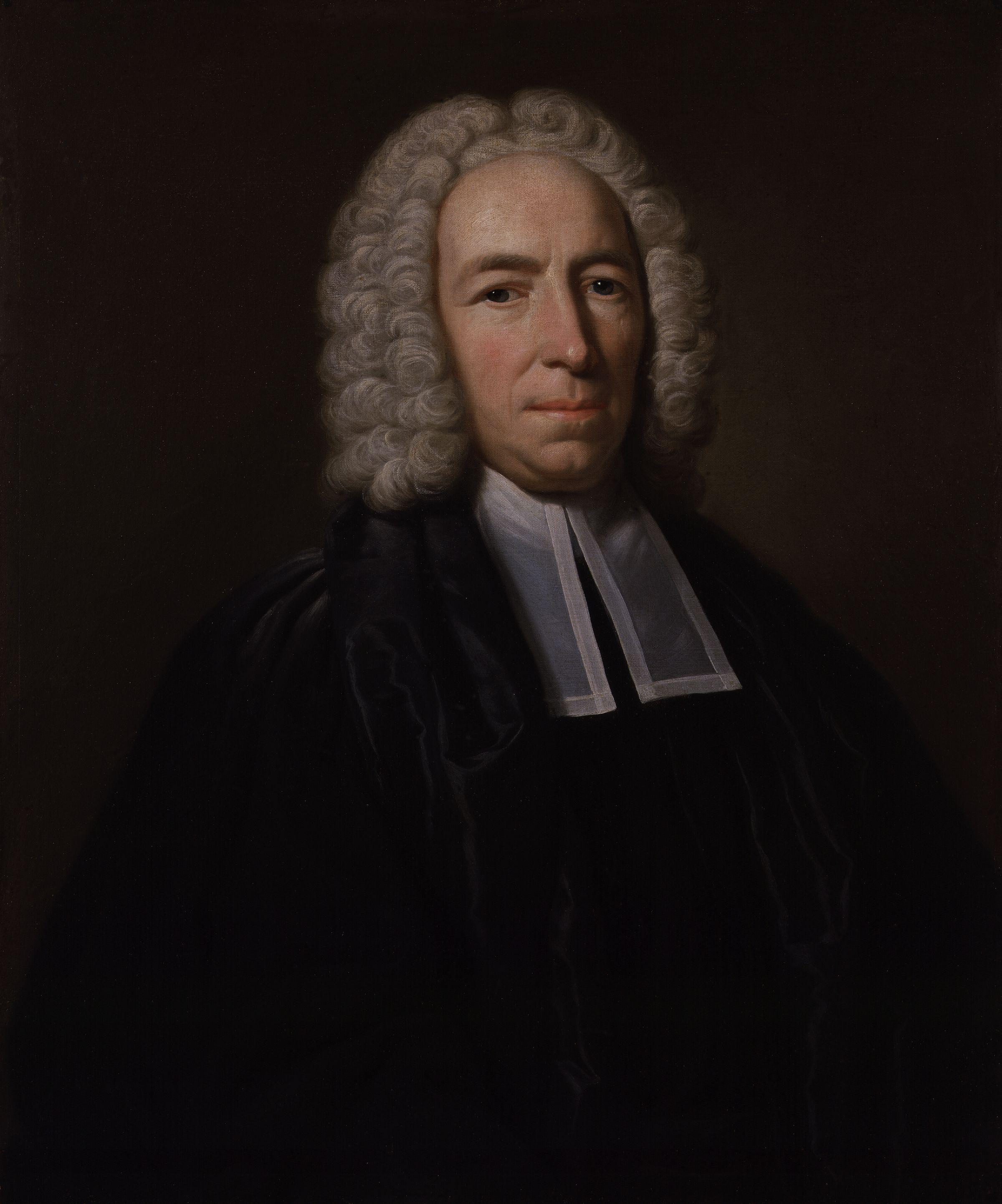
John Eccardt: Conyers Middleton

Durante le vacanze estive passate dal padre, Gibbon provò a scrivere un saggio di storia, Il secolo di Sesostri, basato sulla storia egiziana di Manetone, nella quale fatti reali sono mescolati fantasticamente alla mitografia: quel suo tentativo fu presto abbandonato e un giorno Gibbon finirà col darlo alle fiamme. Tornato a Oxford, la noia della vita collegiale che egli sentiva male spesa lo spingeva a frequenti scappate a Londra senza che le autorità scolastiche si curassero di controllare la sua presenza alle lezioni. Appassionato da giovanissimo alle dispute religiose, il suo tempo di studio fu dedicato ai problemi della fede religiosa e delle controversie confessionali.
Alla lettura del Free Inquiry into the Miraculous Powers (Libero esame sui poteri dei miracoli, 1749) del teologo razionalista Conyers Middleton (1683–1750) che nega l'esistenza di tali poteri, Gibbon oppose la sua fiducia nelle tradizioni cristiane, che egli credette essere meglio rappresentate nella Chiesa di Roma, sulla scorta dei ragionamenti controversi esposti nella Exposition de la doctrine catholique e nella Histoire des Variations des Eglises Protestantes del vescovo Bossuet (1627–1704), fino a convertirsi segretamente al cattolicesimo, l'8 giugno 1753, nelle mani di un gesuita londinese.
Per evitare le sanzioni delle leggi inglesi, questi dovette però avvertire il padre dell'avvenuta conversione, il quale, imputandola alla cattiva influenza esercitata da altri studenti del Collegio sul figlio, lo ritirò immediatamente dall'Università.

### A Losanna

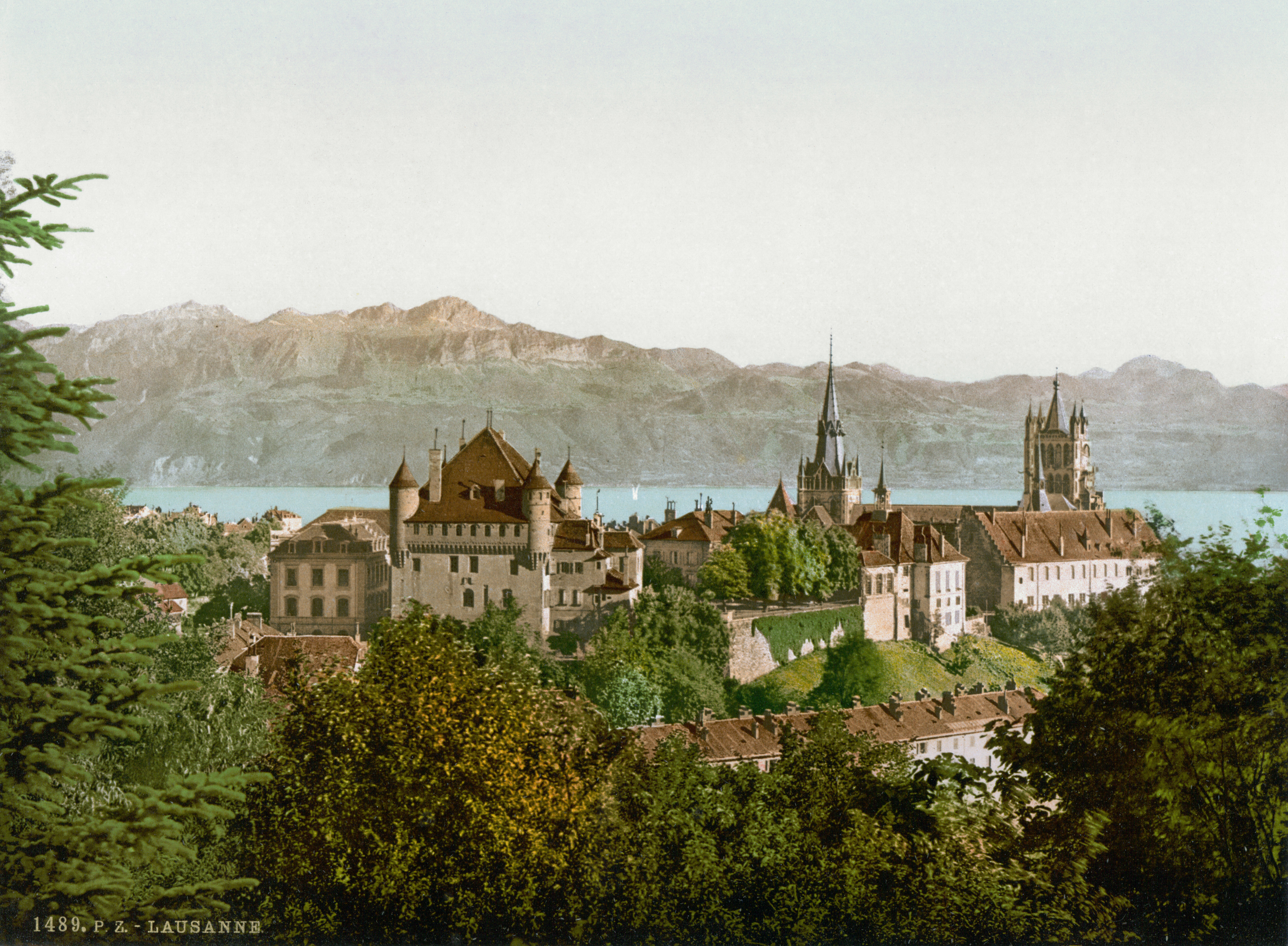
Antica veduta di Losanna

Dopo un fallito tentativo di far riconvertire il figlio dall'amico David Mallet (1705-1765), poeta e pensatore deista «la cui filosofia era più adatta a scandalizzarmi che a convertirmi», il padre lo mandò in Svizzera, a Losanna, dove giunse il 30 giugno 1753 e fu affidato alla tutela e all'istruzione del pastore calvinista Daniel Pavilliard (1704-1775).
Superate le iniziali difficoltà di adattamento, l'acquisita conoscenza della lingua francese rianimò il suo abituale attaccamento alla lettura e la biblioteca del Pavilliard costituì il suo soggiorno preferito: la scoperta della Histoire de l'Eglise et de l'Empire di Jean Le Sueur (1598-1668) rappresentò una piacevole sorpresa; una lingua e una letteratura prima pressoché sconosciuta, diversi stili e opinioni gli aprirono nuovi orizzonti correggendogli vecchi pregiudizi, mentre l'abitudine alle giornaliere conversazioni con uomini e donne adulte attenuarono la sua timidezza, e l'intima amicizia con il giovane Deyverdun (1734-1789) favorì il confortante piacere della confidenza.
Sotto la guida del Pavilliard, spirito moderato che, senza possedere una profonda cultura, era ben portato all'insegnamento, Gibbon disciplinò i suoi interessi e rafforzò il suo gusto nella letteratura classica e francese; in filosofia, si applicò ai principi di de Crousaz, già insegnante nell'Accademia di Losanna e seguace del Locke nella logica e del Limborch nella teologia. Intanto il Pavilliard faceva anche opera di convinzione religiosa e il Gibbon, pur concedendogli «buona parte dell'onore della conversione», per propria personale convinzione accettò nuovamente il sacramento protestante il 25 dicembre 1754.

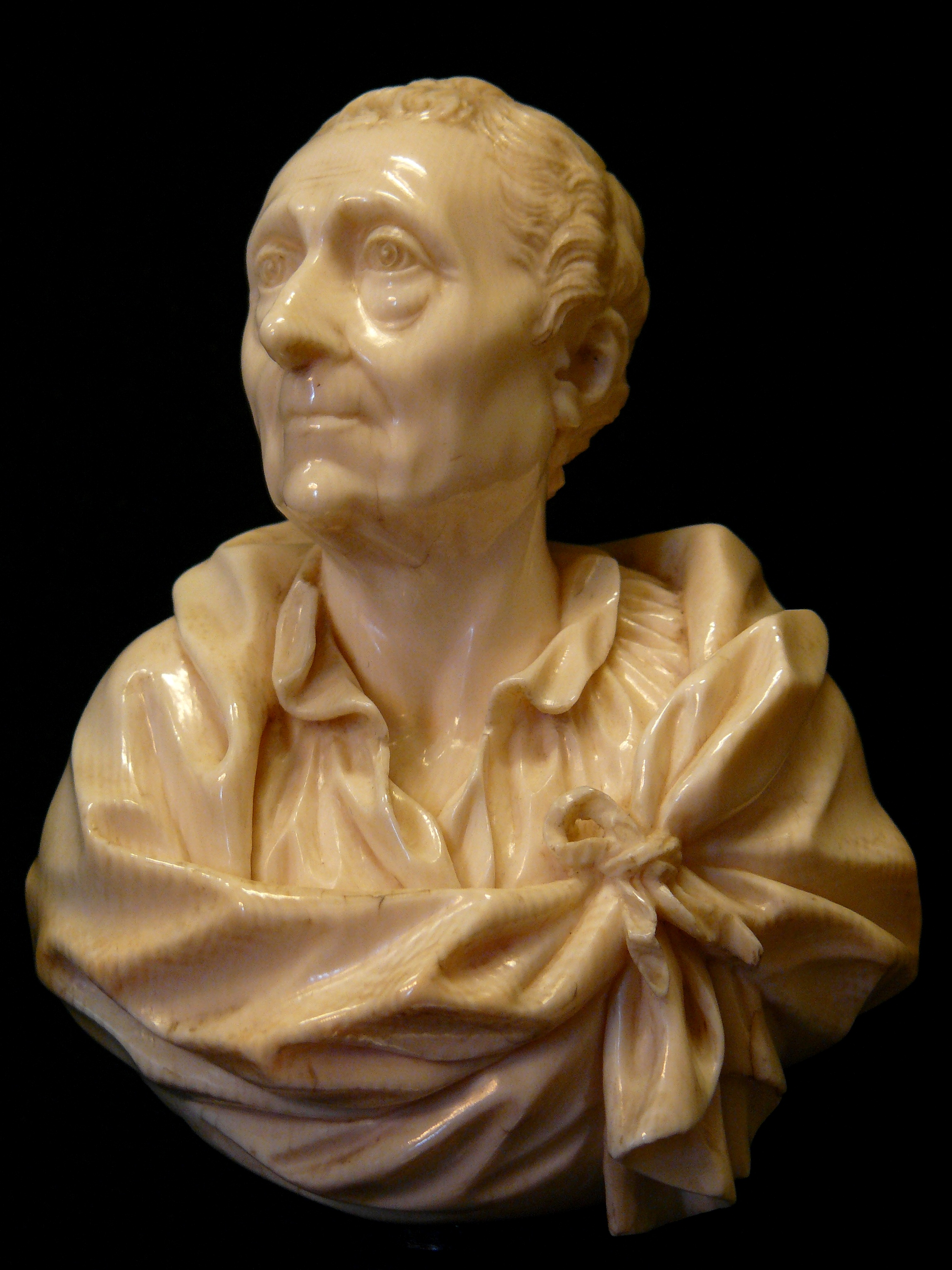
Rosset: busto di Montesquieu

Per propria iniziativa predispose un piano di studio di tutti i classici latini, portato avanti per più di due anni, suddivisi in storici, poeti, oratori e filosofi, mentre con l'aiuto del Pavilliard, ma con maggiore difficoltà, affrontò la lingua e la letteratura greca. Prese anche, senza interesse, lezioni di matematica, che abbandonò per studiare nelle pagine del Grozio e del Pufendorf, «i diritti dell'uomo, del cittadino, la teoria della giustizia [...] e le leggi della pace e della guerra, che hanno avuto qualche pratica influenza sull'Europa moderna [...] Il trattato del governo del Locke mi fece conoscere che i principi democratici sono più fondati sulla ragione che sull'esperienza; ma è nello studio assiduo e ripetuto del Montesquieu che io trovai delle delizie; del Montesquieu, la cui energia dello stile e l'arditezza delle ipotesi ebbero il potere di destare e di eccitare il genio del secolo».
Di Locke non trascurò il Saggio sull'intelletto umano, e di Voltaire consultò il Dizionario filosofico, ma tre opere in particolare contribuirono a formare, com'egli scrisse, lo storico dell'Impero Romano: le Lettere provinciali di Pascal, che gli «insegnarono a maneggiare l'arma dell'ironia grave e moderata, e ad applicarla persino alla solennità degli argomenti ecclesiastici»; la vita di Giuliano dell'abate de La Bléterie, che gl'insegnò come si debba studiare l'uomo e giudicare i tempi, e la Storia civile del Regno di Napoli del Giannone, dalla quale apprese «con un occhio critico i progressi e gli abusi del potere clericale, e le rivoluzioni d'Italia nei secoli bui».

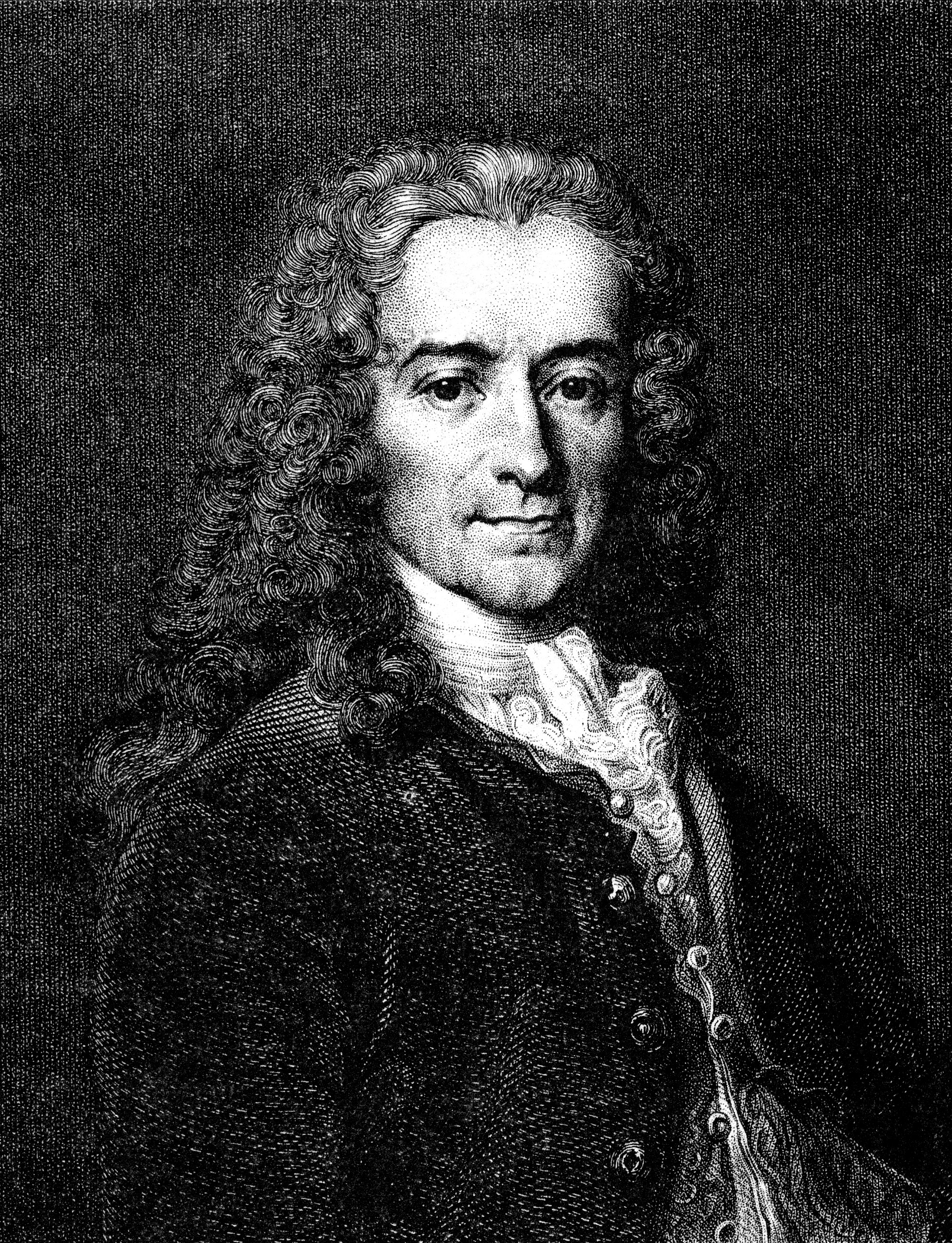
Voltaire

Dopo due anni di stabile permanenza a Losanna, per mesi visitò con il Pavilliard le maggiori città svizzere, le loro chiese, le biblioteche e le persone più distinte; da Zurigo si recarono all'abbazia benedettina di Einsideln, dove Gibbon si sorprese della «prodiga ostentazione delle ricchezze nell'angolo più povero dell'Europa. Nel mezzo d'una selvatica scena di boschi e di montagne, si scopre un palazzo il quale si direbbe costrutto per magia, e fu infatti edificato dalla potente magia della religione. Una folla di pellegrini e di devoti era prostrata davanti all'altare». Alla fine di quella lunga vacanza, del resto istruttiva, mandò al padre un'estesa relazione del viaggio, «come prova che il mio tempo e i suoi danari non erano andati affatto perduti».
Intrattenne rapporti epistolari con alcuni eruditi europei: a Crevier (1693-1765), professore della Sorbona di Parigi ed editore di Livio, propose e vide accolta una correzione nel testo dello storico latino, mantenne una lunga corrispondenza in latino con il professore di Zurigo Breitinger, disputatore sottile e vigoroso, e con l'erudito di Gottinga Johann Matthias Gesner (1691-1761), ma soprattutto con François-Louis Allamand (1709-1784), allora pastore a Bex, poi professore di greco e di filosofia morale a Losanna. «Un genio, nato per illuminare o per sedurre il mondo» - lo definisce il Gibbon - la cui «logica sottile e flessibile poteva sostenere con destrezza eguale, e forse con eguale indifferenza, le opposte parti d'ogni specie di questioni»: con lui discusse per lettera e a voce della «metafisica del Locke ch'egli attaccava ed io difendevo; l'origine delle idee, i principi dell'evidenza e la dottrina della libertà: labirinti oscuri che non mostrano uscita».
A Losanna, nell'inverno del 1757, Gibbon ebbe la soddisfazione di essere presentato a Voltaire, «l'uomo più straordinario del secolo, poeta, storico, filosofo, che riempì trenta volumi in quarto di prosa, di versi, di produzioni varie, spesso eccellenti, sempre dilettevoli». Lo ascoltò recitare alcune sue opere - le tragedie Zaïre, Alzire, Zulima, la commedia L'enfant prodigue - in un teatro appositamente allestito presso la sua casa di soggiorno nella vicina campagna di Losanna: «la sua declamazione era modellata secondo la pompa e la cadenza dell'antico teatro, e vi spirava l'entusiasmo della poesia più che i sentimenti della natura». Gibbon apprezzò la novità dello stile teatrale francese, così lontano da quello shakespeariano.

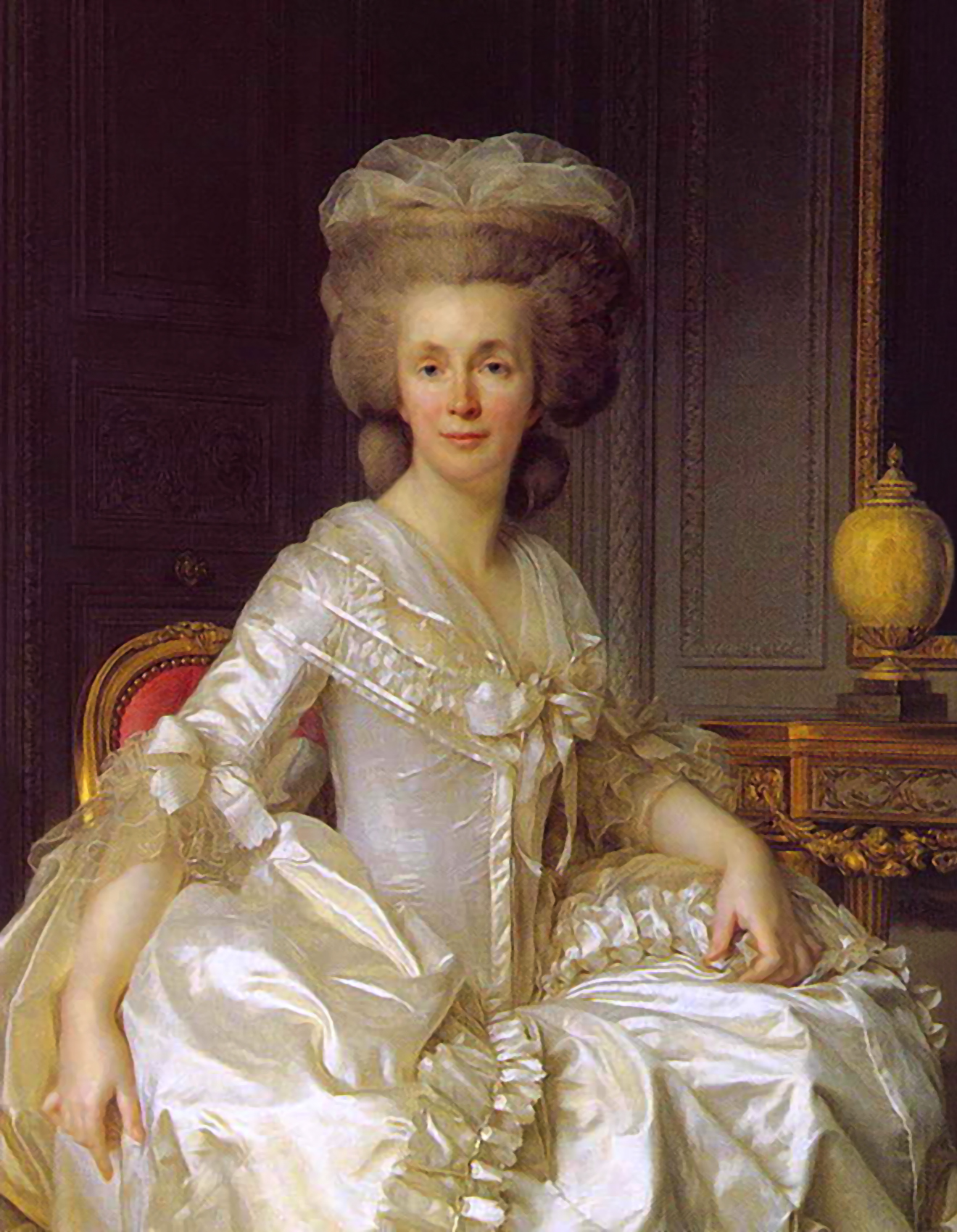
Suzanne Curchod Necker

Frutto ancora acerbo delle sue letture di Bayle, Voltaire, Grozio, Locke e Montesquieu, e delle riflessioni sul diritto civile e le costituzioni politiche è la sua Lettre d'un Suédois (Lettera di uno Svedese) o Lettre sur le gouvernement de Berne, nella quale Gibbon prende posizione sulle diverse forme di governo. Critica quella oligarchica in vigore a Berna, dove a 300 famiglie è assegnato il potere legislativo, esecutivo e giudiziario; rifiuta il governo assoluto, anche il dispotismo illuminato di Voltaire; la sua preferenza va alla monarchia temperata da un potere legislativo indipendente, esercitato da un Consiglio in cui siano rappresentati i diversi ordini dei cittadini, affinché le leggi possano essere accettate da tutti, senza il rischio di apparire espressione di interessi di parte.
Durante il suo soggiorno svizzero Gibbon s'innamorò della giovane Suzanne Curchod, unica figlia del pastore calvinista di Crassier, villaggio al confine tra il Vaud e la Franca Contea, che egli conobbe a Losanna e visitò qualche volta nella casa del padre, trovandola «dotta senza pedanteria, animata nella conversazione, pura nei sentimenti ed elegante nelle maniere». Quella passione non fu ostacolata dai genitori della ragazza e fu forse ricambiata, ma il ritorno di Gibbon in Inghilterra la mutarono in amicizia e stima. Suzanne sarà poi notata dal ricco banchiere ginevrino Jacques Necker che la sposò nel 1764.
L'11 aprile del 1758 Gibbon lasciava Losanna per fare ritorno in Inghilterra. I cinque anni trascorsi in Svizzera gli erano stati di grande utilità: se fosse rimasto a Oxford, «nessun barlume di libertà filosofica avrebbe potuto per me risplendere nel sentiero delle cognizioni; io sarei venuto all'età adulta interamente ignaro dei costumi e delle lingue d'Europa, e la mia cognizione del mondo si sarebbe limitata alla conoscenza d'un convento dell'Inghilterra». Viaggiando lungo le frontiere francesi, allora in guerra con l'Inghilterra, in quindici giorni raggiunse l'Olanda, «monumento della libertà e dell'industria». da dove s'imbarcò per l'Inghilterra.
Morì il 16 gennaio 1794, pochi anni dopo aver completato la sua Autobiografia in cui prospettava per sé ancora quindici anni di vita probabile, a seguito di infezione dovuta ad un idrocele recidivo e mal curato.

### Il primo libro: l'«Essai sur l'étude de la littérature»
A Londra conobbe la matrigna Dorothy Patton, che suo padre aveva sposato durante il soggiorno svizzero di Edward, con la quale stabilì un buon rapporto. Frequentò le poche amicizie che il padre, da tempo ritirato in campagna, aveva mantenuto nella capitale, come i coniugi Mallet, poi il suo carattere riservato gli fece preferire la residenza di Buriton, dai cui terreni la famiglia traeva un reddito cospicuo. Il giovane Gibbon prese possesso della biblioteca, «piena di tutti i cattivi libri dell'ultimo tempo», di volumi di teologia, di politica e di poche edizioni di classici e di Padri della Chiesa. Sarà questo il nucleo dal quale egli formerà la sua personale e ricca collezione di libri.
Iniziato a Losanna, l'Essai sur l'étude de la littérature (Saggio sullo studio della letteratura) fu terminato a Buriton alla fine del 1759: dedicato al padre, fu pubblicato nel giugno del 1761, dopo che Gibbon vi ebbe aggiunto due lunghi capitoli sul paganesimo. È l'opera che fece conoscere il nome di Gibbon nei circoli intellettuali europei.
L'occasione fu fornita dal Discours préliminaire all'Encyclopédie di d'Alembert: questi aveva distinto i letterati in érudits, philosophes e beaux-esprits, e poiché la mente ha tre funzioni essenziali, memoria, ragione e immaginazione, l'illuminista francese sosteneva che la memoria è il talento dei primi, la sagacia appartiene ai secondi, e gli ultimi hanno il piacere dell'arte. D'Alembert riconosceva peraltro l'utilità dell'erudizione, ma escludeva ai loro cultori capacità d'immaginazione e di giudizio. Gibbon vuole dimostrare che tutte le facoltà dello spirito possano esercitarsi e svilupparsi nello studio dell'antica letteratura.
Ciò che è in questione è l'utilità dell'erudizione: che cosa possano insegnare agli uomini moderni quegli antichi la cui scienza della natura era erronea, le conoscenze geografiche approssimative, la religione irrimediabilmente tramontata. In realtà, lo studio della storia antica favorisce lo sviluppo dello spirito filosofico: «presso i Greci cerco i fautori ella democrazia; presso i Romani gli entusiasti dell'amor di patria; presso i sudditi di Commodo, dei Severi o di Caracalla, gli apologeti del potere assoluto; presso gli epicurei, la condanna della religione».
Nell'antichità si assistette a quello che ricorre anche oggi: nella Roma imperiale s'incontravano e si esprimevano le culture di uomini provenienti dai paesi più lontani e diversi, esattamente quello che accade nell'Europa moderna, che può definirsi una repubblica fatta di tante provincie. La poesia dell'antichità aveva possibilità di espressione negate ai moderni: un moderno poeta non può descrivere artisticamente una moderna battaglia, nella quale l'individualità - il capo e il semplice soldato, il vile e il coraggioso - si annulla nella massa, come non può dare il quadro della vita politica di una nazione, ora che le tumultuanti assemblee dei Greci sono state sostituite dai riservati gabinetti dei moderni governi, né può rappresentare poeticamente «l'Essere infinito, che la religione e la filosofia ci hanno fatto conoscere», diversamente dal poeta antico, che aveva a disposizione il vario e umanizzato mondo religioso del politeismo.
Gibbon lavorò presso la casa del ministro Lord Rockingham, fautore moderato delle idee di libertà che arrivavano dal Nuovo Mondo; questa sua ostilità arrivò fino al punto da incaricare Gibbon di trovare il modo per evitare che la Compagnia delle Indie Orientali facesse la stessa fine dell'antico Impero Romano. E Gibbon trovò il modo, attribuendo la responsabilità della caduta dell'Impero al Cristianesimo. Gibbon si spinse al punto di proporre l'imperatore romano Giuliano come il modello più adatto al Regno Unito per sottrarsi ad un destino di disgregazione.
Edward Gibbon è ritenuto il più grande storico inglese del ‘700, personificazione della razionalità e dello scetticismo illuministici. Agli occhi di un successivo visitatore e appassionato dell'Italia, Percy Bysshe Shelley, Gibbon sarebbe ad esempio apparso uno “spirito freddo e distaccato”.
Proprio l'Italia visitata da Shelley aveva visto la Storia della decadenza e caduta dell'Impero romano (The History of the Decline and Fall of the Roman Empire), titolo dell'opera di Gibbon. In tale opera viene messo in dubbio il fatto che l'Europa moderna debba considerarsi particolarmente fortunata per le forme di governo e di religione avute in passato.
Se da un lato Gibbon volse lo sguardo verso i salotti intellettuali della Parigi illuminista e verso il Grand Tour, dall'altro anticipò anche gli ideali repubblicani che domineranno l'Europa ottocentesca. L'autore riuscì a proiettare il suo influsso sulla nuova generazione, desiderosa di ridefinire il pensiero intellettuale politico dei padri. Gibbon tese più a credere nel ridimensionamento del prestigio e del potere, piuttosto che in una nuova rinascita della società, sia che si tratti dell'antica Roma sia della Rivoluzione francese come un nuovo inizio della storia. In merito alla Rivoluzione, gli sembrò improbabile fin dall'inizio che una nazione ed un'intera società possano essere ricostruiti esclusivamente abbattendo le strutture politiche del passato.
In ogni caso, Gibbon preferì porre quesiti in merito al passato piuttosto che dibattere su cause moderne. Era un vero amante del sapere - al pari di Leibniz, Voltaire ed altri -, convinto che la rinascita culturale greca della Seconda sofistica fosse il «periodo più felice del genere umano».

Gibbon aveva di Costantinopoli un'immagine dovuta alla lente illuministica, caratterizzata dal trionfo del dispotismo e dell'oscurantismo religioso, derivante dal fatto che tutti gli imperatori bizantini si proclamavano sempre "Re dei Romani".
Nonostante la sua dichiarazione «my temper is not very susceptible of enthusiasm» ("ho un carattere poco sensibile agli entusiasmi"), nel ricordare la sua visita a Roma, Gibbon affermò però di essere stato turbato da forti emozioni e che, solo dopo «diversi giorni di estrema eccitazione» era riuscito a riprendere il controllo di sé e la sua naturale flemma.

## Opere
- The History of the Decline and Fall of the Roman Empire, 6 voll., London, Strahan & Cadell, 1776-1789
- Miscellaneous Works of Edward Gibbon, 5 voll., 2ª ed., London, J. Murray, 1814: 
  - Volume I: Memoirs and Letters:[30]
    - Memoirs of my Life and Writings
    - Letters
    - Abstract of Mr. Gibbon's Will

  - Volume II, Letters:[31]
    - Lettre sur le gouvernement de Berne
    - Letters

  - Volume III, Historical and Critical:[32]
    - Outlines of the History of the World
    - Mémoire sur la Monarchie de Mèdes (1768)
    - Les Principales Epoques de l'Histoire de la Grèce et de l'Egypte, suivant Sir Isaac Newton (1758)
    - Extrait de trois Mémoires de M. L'Abbé de la Bleterie sur la Succession de l'Empire Romain (1758);
    - Remarques Critiques sur le Nombre des Habitans dans la Cité des Sybarites
    - Gouvernement Féodal, surtout en France (1768)
    - Relation des Noces de Charles Duc de Bourgogne (1768)
    - Critical Researches concerning the Title of Charles the Eighth to the Crown of Naples (1761)
    - An Account of a Letter addressed to Cocchi by chevalier L. G. Aretino (1764)
    - An Examination of Mallet's Introduction to the History of Denmark (1764)
    - Introduction à l'Histoire générale de la République des Suisses (1765-67)
    - Remarques touchant les Doutes Historiques sur la Vie et le Règne du Roi Richard III par M. Horace Walpole (1768)
    - Antiquities of the House of Brunswick (1790-1791)
    - An Address recommending Mr. John Pinkerton the "Scriptores Rerum Anglicarum," our Latin Memorials of the Middle Ages (1793)
    - Appendix to an Address explanatory by Mr. Pinkerton

  - Volume IV, Classical and Critical:[33]
    - Essai sur l'Étude de la Littérature
    - On the Character of Brutus (1765-66)
    - On Mr. Hurd's Commentary on Horace (1762)
    - Nomina Gentesque Antiquae Italiae (1763-1764)
    - An Inquiry whether a Catalogue of the Armies sent into the Field is an essential part of an Epic Poem (1763)
    - An Examination of the Catalogue of Silius Italicus (1763)
    - A Minute Examination of Horace's Journey to Brundusium and of Cicero's Journey into Cilicia (1763)
    - On the Fasti of Ovid (1764)
    - On the Triumphs of the Romans (1764)
    - On the Triumphal Shows and Ceremonies (1764)
    - Remarques sur les Ouvrages et sur le Caractère de Salluste
    - Remarques sur les Ouvrages et sur le Caractère de Jules César
    - Remarques sur les Ouvrages et sur le Caractère de Cornelius Nepos
    - Remarques sur les Ouvrages et sur le Caractère de Tite Live (1756)
    - Remarques Critiques sur un Passage de Plaute (1757)
    - Remarques sur quelques Endroits de Virgile (1757)
    - Critical Observations on the Sixth Book of the Aeneid (1770)
    - Postscript to Ditto
    - A Vindication of some Passages in the Fifteenth and Sixteenth Chapters of The History of the Decline and Fall of the Roman Empire (1779)

  - Volume V, Miscellaneous:[34]
    - Mémoir Justificatif Pour Servir de Réponse a l'Exposé de la Cour de France (1779)
    - Dissertation on the Allegorical Beings found on the reverses of Medals (1764)
    - Account of a MS. by the Abbé G.V. Gravina, del Governo Civile di Roma (1764)
    - Dissertation on the subject of l'Homme au Masque de Fer (1774)
    - Observations sur les Mémoires Posthumes de M. de Chéseaux (1756)
    - Remarques sur quelques Prodiges (1757)
    - Remarques Critiques sur les Dignités Sacerdotales de Jules César (1757)
    - Principes des Poids, des Monnoies, et des Mesures des Anciens (1759)
    - Dissertation sur les Anciennes Mesures (1759)
    - On the Position of the Meridional Line, and the supposed Circumnavigation of Africa by the Ancients (1790)
    - Selections from Mr. Gibbon's Extraits Raisonnés de mes Lectures, from the Journal, from the Receuil de mes Observations, from the Pièces Détachées and Memoranda
    - Remarks on Blackstone's Commentaries (1770)
    - Index Expurgatorius (1768-69)
    - Observations on Augerii Gislenii Busbequii Omnia quae extent
    - Notes and Additions to Harewood's View of the various Editions of the Greek and Roman Classics (1793)
    - Appendix to the Treatise on the Position of the Meridional Line and the supposed Circumnavigation of Africa by the Ancients

### Traduzioni italiane
- Memorie intorno alla vita ed alle opere di Edoardo Gibbon scritte da lui medesimo, Tipografia Giovanni Pedone, Palermo 1838.
- Storia della decadenza e rovina dell'impero romano, traduzione di Davide Bertolotti, volumi 1-2-3-4-5-6-7-8-9-10-11-12-13 (1820-1824)